# 永田良雄
永田 良雄（ながた よしお、1931年5月5日 - 1998年8月22日）は日本の政治家、官僚。参議院議員（3期）。自由民主党小渕派に所属した。

## 経歴
富山県新湊市生まれ。富山県立射水中学校、富山高等学校を経て、東京大学法学部入学。在学中に司法試験合格。
1954年、大学卒業後、建設省入省。熊本県に3年、日本道路公団に4年、茨城県に5年勤務。1982年、建設省計画局長に就任。その後、国土庁に移り、土地局長、官房長を務める。1985年、国土事務次官に就任。
1986年、国土庁を退官。同年7月6日の第14回参議院議員通常選挙富山県選挙区に同年6月28日に死去した沖外夫の後継候補として立候補し、初当選。1992年の第16回参議院議員通常選挙再選。
1998年7月12日、第18回参議院議員通常選挙で当選し、参議院自民党国会対策委員長に就任したが、約1か月後の同年8月22日、脳梗塞のため、昭和大学藤が丘病院で死去した。67歳没。同月25日、特旨を以て位記を追賜され、死没日付をもって正四位勲二等に叙され、旭日重光章を追贈された。同日、新湊市名誉市民に決定（後に射水市名誉市民に引継ぎ）。永田の死去に伴い、公職選挙法の規定により同年9月1日、先の選挙で次点者となっていた民主党の谷林正昭が繰上補充により、当選となった。
同年9月6日、綿貫民輔自民党富山県連会長が葬儀委員長を務め、告別式が行われた。哀悼演説は同月9日、参議院本会議で角田義一により行われた。